# COSC

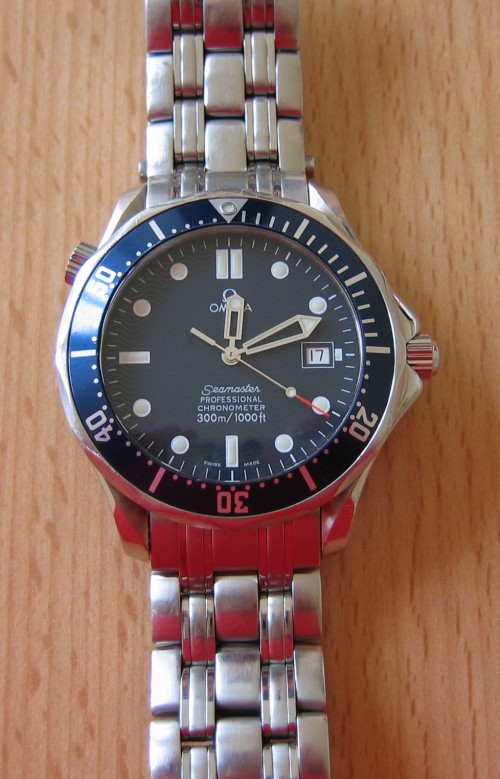
Omega Seamaster Professional Chronometer

COSC is Contrôle Officiel Suisse des Chronomètres, Instituto Oficial de Pruebas de Cronómetros Suizos, el cual es el responsable de certificar la exactitud y precisión de los relojes de pulsera en Suiza.

## Antecedentes
Fundado en su forma actual en 1973, el COSC es una organización Suiza sin ánimo de lucro, que prueba los cronómetros hechos en Suiza. COSC  es un Acrónimo de la organización en francés, Contrôle Officiel Suisse des Chronomètres.
Las pruebas COSC generalmente se aplican a relojes hechos o ensamblados en Suiza. No obstante, los estándares son establecidos por acuerdos internacionales y son los mismos sin importar que sean etiquetados ISO o DIN. Algunos movimientos alemanes, japoneses e incluso movimientos suizos no certificados pueden cumplir con los requerimientos de la normativa. Los japoneses han abandonado la certificación, reemplazándola con pruebas "de la casa" con estándares ligeramente más estrictos. Por otro lado, los alemanes han puesto su propia instalación de pruebas en Sajonia en el Observatorio de Glashütte en donde se utilizan los estándares DIN 8319, que se equiparan a los estándares ISO, utilizados por COSC. En el pasado los franceses proveyeron pruebas similares en el Observatorio Astronómico de Besançon, sin embargo, hoy en día solo unos cuantos relojes son probados y llevan el certificado "Observatory Chronometer".
COSC fue fundado por cinco cantones relojeros de Suiza: Berna, Ginebra, Neuchâtel, Solothurn y Vaud, junto con la Federación de Industria Relojera Suiza; la cual engloba los laboratorios/observatorios que han sido creados independientemente de cada uno desde finales del siglo XIX.
Tres laboratorios prueban los movimientos presentados por fábricas relojeras individuales para que se les otorgue el estatus de cronómetro. Se ubican en Biel/Bienne, Saint-Imier y Le Locle. Los laboratorios de Saint-Imier y Biel están casi completamente dedicados a probar movimientos Rolex; a pesar de que no todos los relojes Rolex son cronómetros. Breitling S.A., desde el año 2000, toda su producción está certificada por COSC. Omega (relojería) también tiene la mayoría de su producción certificada. Así, basados en los movimientos utilizados por Rolex, Breitling y Omega, los calibres que obtienen la mayoría de certificaciones COSC son el Rolex 3135 (desde 1988) (y las variantes 3155, 3175, 3185, 4139) y 2235, el ETA 2892A2 (y sus variantes) y el Valjoux 7750, cada uno de los cuales opera a 28,000 pulsaciones por hora. TAG Heuer y Ball tienen cronógrafos diseñados que son enviados a COSC para su certificación.

## Estándares y métodos
Cada Cronómetro certificado es identificado por un número de serie grabado en su movimiento y un número de certificación otorgado por COSC.
Los criterios de prueba están basados en ISO 3159 la cual define los cronómetros de pulsera con un resorte-balance oscilador. Solo los movimientos que alcanzan los criterios establecidos por ISO 3159, son concedidos con un certificado oficial. (Comparar ISO 3158.)
Cada movimiento, sin caja, es individualmente probado durante quince días, en cinco posiciones, a tres diferentes temperaturas. Los movimientos son equipados con una aguja segundera y el mecanismo automático se desengancha para las pruebas. Se toman medidas diarias con la ayuda de cámaras. Basados en esas medidas, siete criterios eliminatorios son calculados, cada uno de los cuales debe ser superado (p.e., para movimientos con un diámetro mayor a 20mm, los requerimientos, indicados en segundos/día, son anotados en la tabla de abajo). No existe un estándar para las piezas de cuarzo, pero hay una norma en este campo. ISO 10553:2003 especifica el procedimiento para evaluar la exactitud de los relojes de cuarzo, individualmente y por lote, y la relación entre la exactitud probada y la exactitud de clasificación dada por el fabricante. Esto se aplica para relojes de cuarzo que tienen documentos en donde se indica la exactitud de clasificación.
No obstante, COSC ha desarrollado sus propios estándares para probar cronómetros de cuarzo, con ocho criterios eliminatorios, también agregados en la tabla de abajo.
| Mecánico                                              | Cuarzo                                                                                              |
| ----------------------------------------------------- | --------------------------------------------------------------------------------------------------- |
| Razón promedio diaria: -4/+6                          | Razón promedio diaria a 23 °C:±0.07                                                                 |
| Razón de variación media: 2                           | Razón a 8 °C: ±0.2                                                                                  |
| Razón de mayor variación: 5                           | Razón a 38 °C: ±0.2                                                                                 |
| Diferencia entre razones en las posiciones H&V: -6/+8 | Razón de estabilidad: 0.05                                                                          |
| Razón de mayor variación: 10                          | Razón dinámica: ±0.05                                                                               |
| Variación termal: ±0.6                                | Efecto temporal de golpes mecánicos: ±0.05                                                          |
| Razón de reanudación: ±5                              | Razón de reanudación: ±0.05                                                                         |
| n/a                                                   | Efecto residual de golpes mecánicos: ±0.05; 200 golpes equivalentes a 100 g (981 m/s², 3,217 ft/s²) |

Las medidas son comparadas con una hora base establecida por dos relojes atómicos independientes sincronizados por GPS. No a todos los cronómetros se les suministra el reporte emitido por COSC, ya que los reportes son opcionales a la marca o fabricante. Cada fabricante puede decidir si revela o no, los resultados recopilados durante el proceso de certificación del movimiento. Por ejemplo, Breitling sí suministra todos sus relojes con certificados COSC (desde el 2000 todos los relojes Breitling son cronómetros certificados), sin embargo, Rolex y Omega no suministra sus cronómetros con el certificado COSC (no todos sus relojes están certificados). Omega puede proveer el certificado COSC, si se le es solicitado.

## Pruebas y estándares de observatorios antes de 1973
Mientras que las pruebas de cronómetros competitivos tomaban lugar en los observatorios en Neuchâtel (1866-1975) y Ginebra (1873-1967), las pruebas de grandes cantidades de relojes destinados para la venta al público, se llevaban a cabo por Bureaux officiels de contrôle de la marche des montres (B.O.s) establecido entre 1877 y 1956. Entre 1961 y 1973, “un cronómetro [era] un reloj de precisión, el cual [era] regulado en varias posiciones y a diferentes temperaturas, y el cual recibía un certificado [de (“B.O.)]." Certificados colectivos, más que individuales, eran emitidos. El estándar de 1961-73 requería una razón, en cinco posiciones, de -1/+10. En 1973, el B.O. quedó bajo COSC el cual especificaba una razón diaria de -4/+6 s .

## El valor de la certificación COSC

### Solo el 3% de la producción de relojes está certificada COSC
Más de un millón de cronómetros certificados son entregados cada año, representando únicamente 3% de la producción relojera Suiza. Para obtener una certificación, un movimiento no solo tiene que estar hecho de la mayor calidad de componentes, sino también ser objeto de especial cuidado por parte de los mejores relojeros durante su ensamblaje.

## ¿Pruebas significativas o artilugio mercadotécnico?
Existe un debate entre los entusiastas de relojes en cuanto a si la certificación COSC de un reloj suizo es significativo o puro mercadeo. Por un lado, cuando un fabricante relojero tiene la intención de enviar un movimiento a certificación, frecuentemente utilizan joyas adicionales y partes de mejor calidad.
Por otro lado, movimientos de buena calidad de hoy en día son capaces de ser ajustados, para que entren cómodamente en el criterio COSC de -4/+6 s diarios. Sin embargo, los movimientos enviados a COSC, son más probables de tener partes de mejor calidad para obtener una prueba más confiable y exitosa, y como consecuencia es más probable que mantengan una mayor exactitud durante la vida de servicio del reloj.
Como consecuencia, algunos de los fabricantes suizos de la ″Haute Horlogerie″ han creado, el 5 de junio de 2001, ″The Fleurier Quality Foundation″ para establecer nuevos criterios estéticos y técnicos dedicados a la certificación de relojes terminados. La certificación satisface requerimientos para el mercado y cliente final, para tener una mejor definición de calidad, adaptada a las demandas de hoy en día y a los avances tecnológicos. Ginebra ha creado criterios similares otorgando el Sello de Ginebra.

### Marcas ejemplares presentadas a COSC
Rolex por amplio margen es el que mayor número de movimientos envía a COSC, seguido por Omega, Breitling, Tag Heuer y Panerai.
 Breitling envía todos sus movimientos para su certificación, pero otros fabricantes solo envían ciertos modelos.

### Certificación en perspectiva
Regulaciones finas y características del cronómetro de un reloj pueden ser destruidos en segundos por una mano tosca y sin experiencia.
Considerando el hecho de que los relojes mecánicos casi ya nunca son usados para cronometraje y navegación, la certificación puede ser considerada una reliquia histórica por algunos, pero verifica la exactitud y calidad de un movimiento mecánico.